# Rosenbach (Oberlausitz)

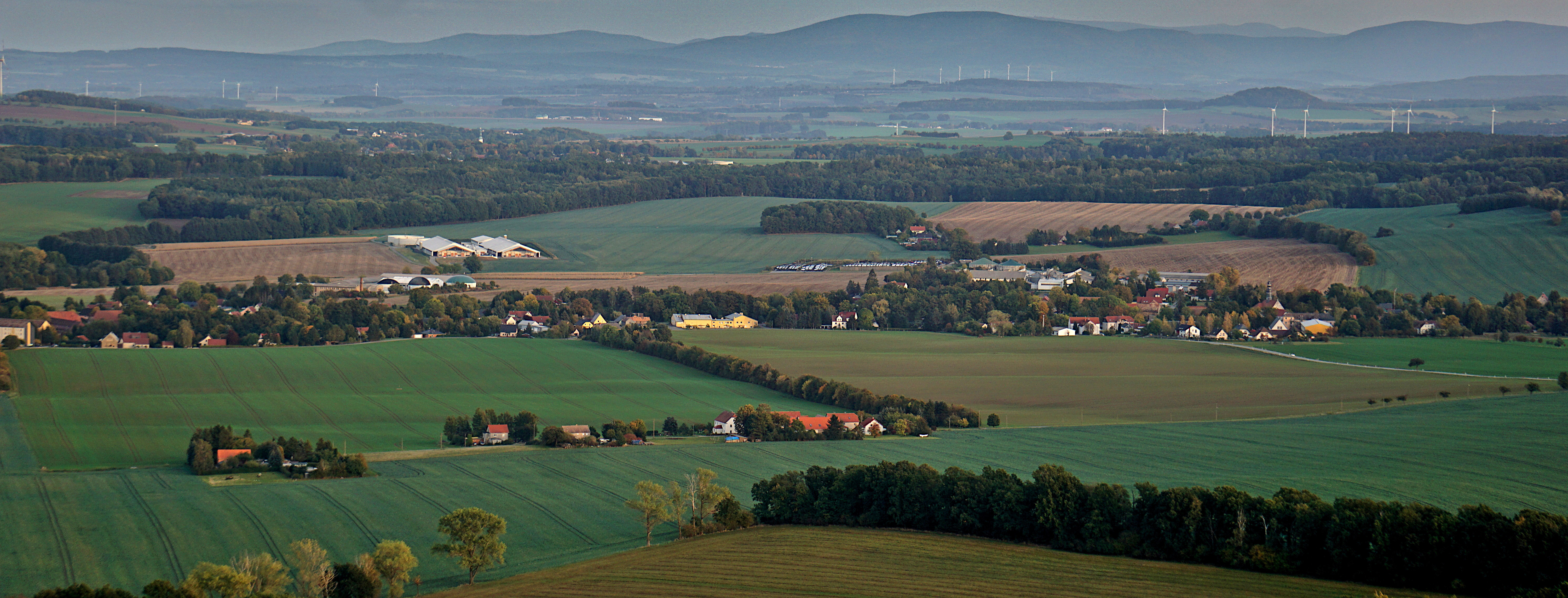
Blick auf Rosenbach vom König-Friedrich-August-Turm aus

Rosenbach ist eine sächsische Gemeinde im Landkreis Görlitz, die 1994 durch den Zusammenschluss der Gemeinden Bischdorf und Herwigsdorf entstand.

## Geografie und Verkehr
Die Gemeinde Rosenbach liegt im südlichen Teil des Landkreises, rund 5 km östlich von Löbau auf einer Höhe von 237 bis 350 m. Die Bundesstraße 6 und die Bahnstrecke Görlitz–Dresden verlaufen nördlich der Gemeinde. Die höchste Erhebung im Gemeindegebiet ist der dominante Rotstein mit 455 m.

### Ortsgliederung
Die Ortsteile der Gemeinde sind:
- Bischdorf (sorbisch: Biskopice) 51,09261° N, 14,74008° O
- Oberbischdorf (sorbisch: Hornje Biskopice ) 51,08818° N, 14,75405° O
- Steinberg 51,07322° N, 14,74651° O
- Herwigsdorf (sorbisch: Jěrkecy) 51,07456° N, 14,72943° O

## Geschichte

### Lausitzer Kultur
Auf den Zeitraum von 1100 bis 950 v. Chr. werden vier Objekte eines Depotfunds datiert, der in Herwigsdorf im Jahr 1880 unter einem Granitblock gefunden wurde. Es handelt sich um drei Armreifen und eine Spirale aus Bronze der bronzezeitlichen Lausitzer Kultur.
Diese befinden sich heute in den Städtischen Museen Zittau.

### Milzener und Eroberung durch deutsche, polnische und böhmische Könige
Im frühen 8. Jahrhundert wanderten die westslawischen Milzener (obersorbisch Milčenjo) aus dem Gebiet des heutigen Polen ein und siedelten im Oberlausitzer Gefilde nördlich der bewaldeten Berge in den fruchtbaren Lößgebieten der lausitzischen Auelandschaften. Auf sie geht der slawische Burgwall auf dem südlichen Rotsteingipfel zurück, der in 455 m Höhe als Doppelringwall, bestehend aus Vor- und Hauptburg, ausgeführt war. Diese Höhenburg bestand möglicherweise bis ins 12. Jahrhundert.
Um 932 eroberte Heinrich I. (912–936) das Gebiet der Milzener und Besunzane von Meißen aus. Dadurch gerieten sie in Zinsabhängigkeit. Damit wird für dieses Areal die nächsten 280 Jahre zum Kriegsgebiet mit wechselnden feudalen Herrschaften. Parallel dazu bemühten sich die Meißner und Gödaer Bischöfe um die Christianisierung der Slawen.
Nach dem Tode Heinrichs im Jahr 936 konnten sie die deutsche Herrschaft vorübergehend abschütteln. Otto I. (936–973) unterwarf sie jedoch 939 wieder und gliederte das Gebiet in Burgwarde, hier Dolgawiz. Mit der Teilung der Ostmark 965 kam das Gebiet zur Mark Meißen. Unter Mieszko I. von Polen (945–992) galt das Land der Milzener als Grenzgebiet seines Reichs. Immer wieder gab es Unruhen, bis Markgraf Ekkehard (985–1002) endgültig im Jahr 990 das Gebiet für den römisch-deutschen König unterwarf.
Daraufhin ab etwa 1000 wurden die Milzener durch den Meißner Bischof Eid (992–1015) von Göda ausgehend christianisiert. 1007 schenkte ihm König Heinrich II. (1002–1024) das Kastell Ostrusna (Burg Dolgawiz) mit allen Nutzungsrechten, um ihn stärker in die Sicherung des Milzenergebietes einzubinden.
Aus dieser Zeit (10./11. Jh.) stammt die Kapelle auf dem Georgenberg. Seit dem 11. Jahrhundert erweiterten die Milzener ihr Siedlungsgebiet durch Rodung.
Im Jahr 1002 fiel der polnische Herzog Boleslaw Chobry (~965–1025) in das Milzenerland ein. Seit 1013 war das Gebiet der Milzener Reichslehen von König Bolesław I. von Polen. 1031 fiel es wieder an die Mark Meißen. 1076 fiel es an Herzog Vratislav II. von Böhmen, der als Lehnsherr die Oberherrschaft bis ins 13. Jahrhundert und ab dem 14. Jh. innehatte.

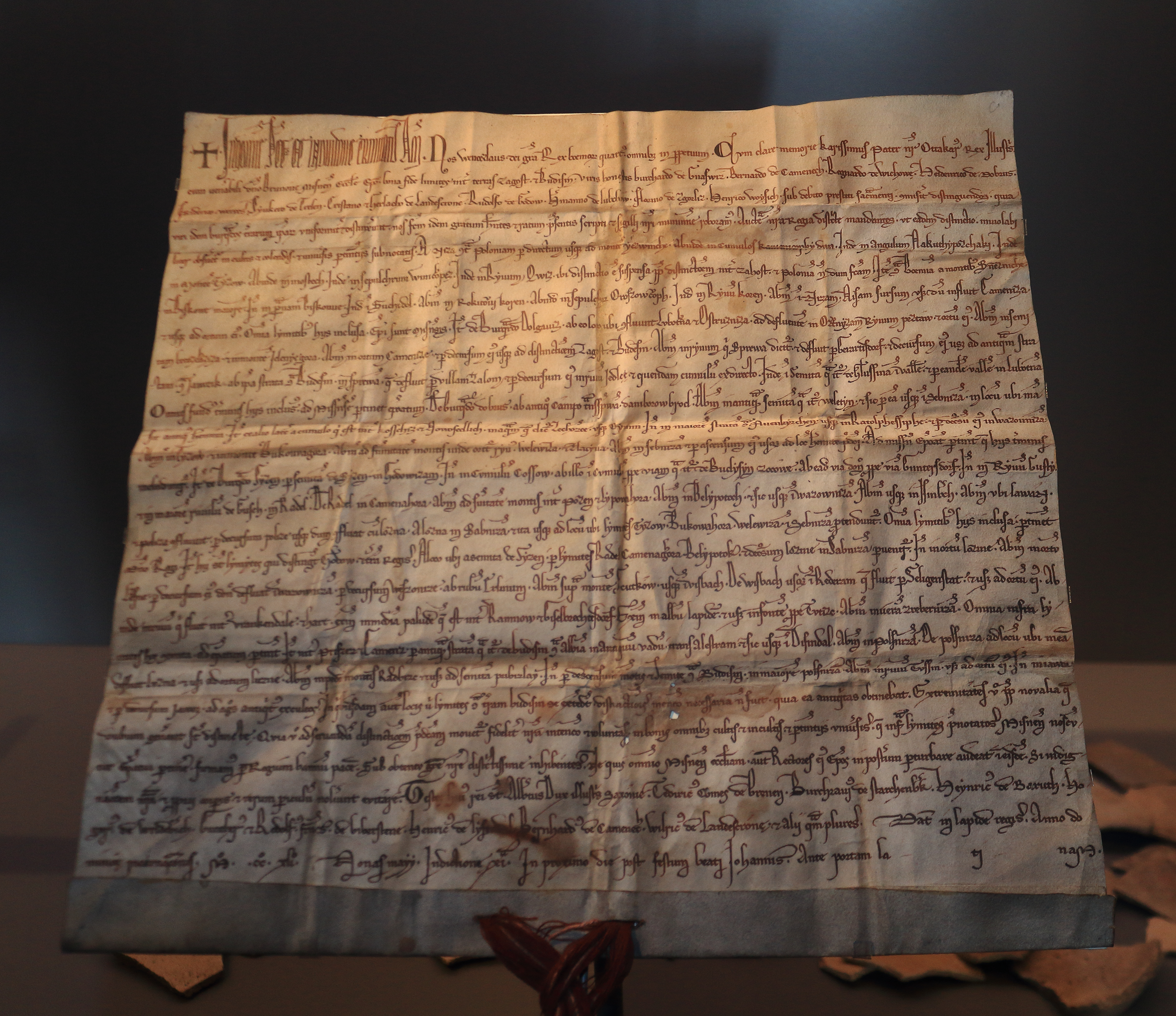
Oberlausitzer Grenzurkunde von 1241

Der Burgward Dolgawiz (obersorbisch Dołhaćicy) mit der dazugehörigen Wallburg war im 12. Jahrhundert im Besitz des Meißner Bischofs Herwig (1108–1119). Bischof Herwig von Meißen startete 1119 einen Kreuzzug gegen die Sorben. Der Burgward Dolgawitz wurde 1241 in der Oberlausitzer Grenzurkunde des böhmischen Königs Wenzel I. erwähnt, ebenso wie der Jagdweg zum Hirschberg (Jelenihora, Hirschberg), der im Prinzip den Nucleus für Herwigsdorf und Bischdorf gebildet hat.

### Landausbau durch bäuerliche Kolonisten und Dorfgründungen
Um 1200 erreichte der sogenannte große Landausbau die Oberlausitz. Dabei wurden gezielt bäuerliche Kolonisten aus dem Westen angeworben, wo Bevölkerungsüberschuss herrschte. Sie siedelten ab dieser Zeit auch im Gebiet der heutigen Dörfer Bischdorf und Herwigsdorf. Unter der Leitung von Lokatoren wurden große Waldgebiete gerodet und Waldhufendörfer angelegt, die für die hochmittelalterlich-deutsche Besiedlung typisch sind. Herwigsdorf weist eine solche Waldhufenflur-Struktur längs des Rosenbachs auf.
Bischdorf fand seine erste urkundliche Erwähnung im Jahr 1227. Herwigsdorf wurde 1317 urkundlich erwähnt. Durch die massive Einwanderung christlicher Kolonisten wurde das Christentum im Alltag der Menschen bestimmend.

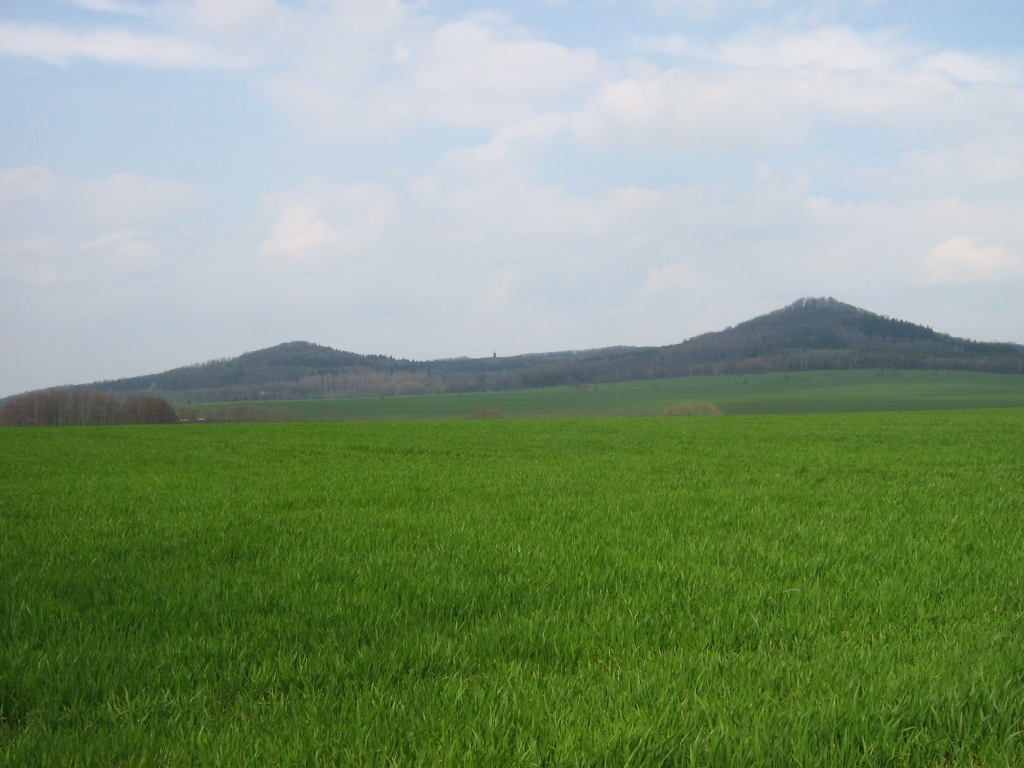
Hufeisenförmiges Bergmassiv Rotstein mit den Einzelgipfeln Rotstein (rechts), Hengstberg (Mitte) und Georgenberg (links)

### Im Spätmittelalter im Einflussbereich des Sechsstädtebundes
Zu Beginn des Spätmittelalters gehörte die Oberlausitz und damit auch Herwigsdorf und Bischdorf zur Herrschaft der Markgrafen von Brandenburg, seit 1319 bzw. 1396 zur Krone Böhmens. Als politische Struktur existierte dort keine Landesherrschaft, sondern der 1347 geschlossene Sechsstädtebund der königlichen Städte Bautzen, Kamenz, Löbau, Görlitz, Lauban und Zittau. Dieser Bund bürgerlicher Stadtregierungen hatte die Gerichtsbarkeit inne, der auch der Niederadel (inklusive des Raubrittertums) unterstand, und sorgte damit für ein Machtgleichgewicht, das für Handel und Handwerk förderlich war. Die Verwaltung des Sechsstädtebundes erfolgte selbstbestimmt und autonom von größeren feudalen Strukturen, deren Wechsel keine tieferen Veränderungen im Inneren nach sich zogen. Benachbarte Könige und Fürsten regierten abwechselnd den Sechsstädtebund in „Personalunion“ und bauten ihn nicht in ihr Herrschafts- und Verwaltungsgefüge ein. Im Jahr 1469 trennte sich die Oberlausitz bzw. der Sechsstädtebund sogar eigenständig vom böhmischen König Georg Podiebrad (1420–1471) und wählte den ungarischen König Matthias Corvinius (1443–1490) zu ihrem Landesherrn. Durch den Prager Frieden 1635 gelangte die Oberlausitz zu Sachsen, blieb aber weiterhin territorial selbständig. Eine solche starke Unabhängigkeit bürgerlicher Organisationsstrukturen war in dieser Zeit im damaligen heiligen römischen Reich einmalig.
Durch Bevölkerungsüberschuss wanderten in dieser Zeit Menschen in die Städte ab, um dort Handwerke auszuüben, was in den Dörfern nicht möglich war.
Seit dem 14. Jh. minderte die Pest die Anzahl der Einwohner.
Im Jahr 1429 erreichte der von Prag ausgehende Hussitenaufstand die Oberlausitz, der sich gegen die herrschende katholische Kirche und den deutschen Kaiser richtete.

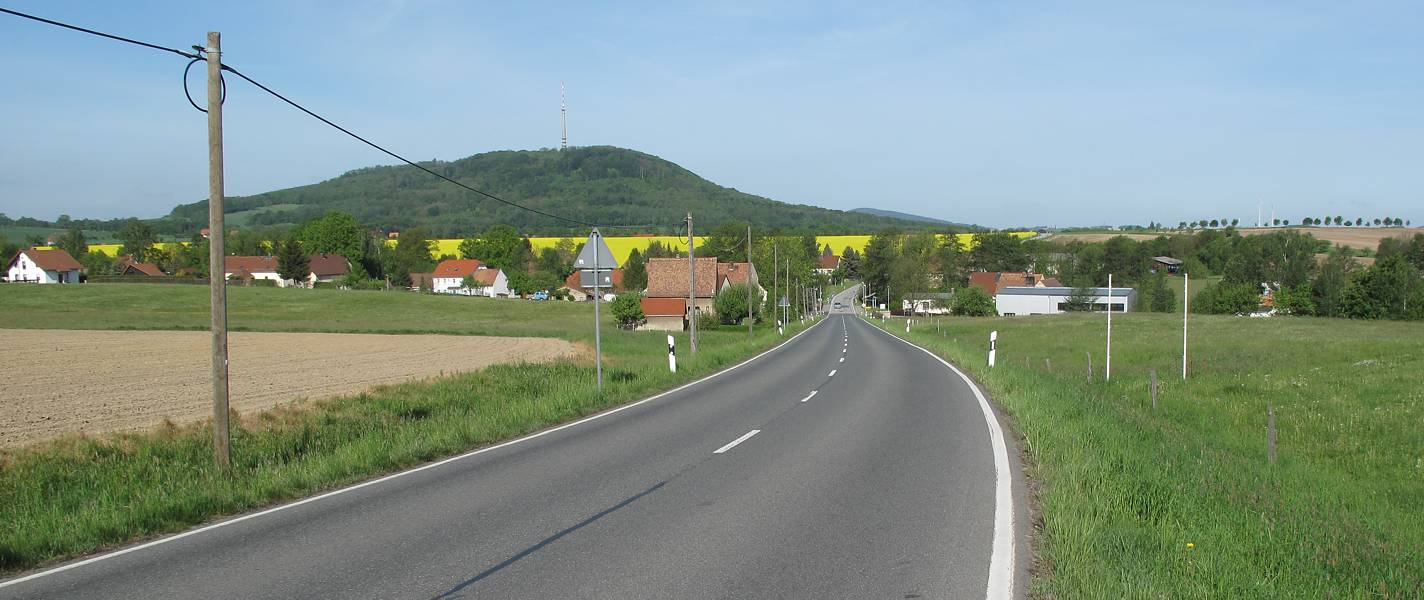
Blick auf Rosenbach, im Hintergrund der Löbauer Berg

### Frühe Neuzeit und Reformation
Im Jahr 1539 wurde Sachsen evangelisch, die Reformation wurde eingeführt. Dadurch nötigten die Herzöge von Sachsen den Bischöfen von Meißen zunehmend Rechte und Besitzungen ab, so auch den Bereich, zu dem Herwigsdorf und Bischdorf gehörten.
Zu Herwigsdorf gehörten vier Rittergüter.

### 1990er Jahre
Am 1. Januar 1994 schlossen sich die Gemeinden Bischdorf und Herwigsdorf im Zuge der sächsischen Gemeindegebietsreform zur Gemeinde Rosenbach zusammen. Namensgeber ist der Rosenbach, der als Rosenhainer Wasser in das Löbauer Wasser mündet.

## Lokale Sagen
Die Sage „Die Georgenkapelle auf dem Rothstein“ beschreibt einen Vorgang, der im Gebiet der Gemeinde Rosenbach lokalisierbar ist: Auf dem Gipfel des Georgenbergs befindet sich die Ruine einer Kapelle aus dem 10./11. Jh., die dem St. Georg geweiht war und im Mittelalter ein Anziehungspunkt gewesen sein soll. Auf dem Gipfel Rotstein befand sich eine Burg, die dem Raubritter von Rothstein gehörte. Er verleitete eine verwitwete polnische Adlige und ihre Dienerin zu einer Pilgerung zur Georgskapelle. Die Dienerin entkam der Situation und forderte in Bischdorf anwesende Ritter zur Rettung ihrer Herrin auf. Sie überfielen die Raubritterburg, fanden die Adlige allerdings nicht und zerstörten daraufhin die Burg. Die Georgenkapelle verlor an Anziehung und verfiel.
Eine andere Sage beschreibt den Transfer eines von Geistern behüteten Schatzes auf dem Strohmberg bei Weißenberg in eine Felsenhöhle im Rotsteinmassiv „ohnweit des Schlackenwalles“, die sich manchmal öffnet.
Eine weitere Sage beschreibt die Entstehung des Spitzbergs als Ergebnis einer Liebesbeziehung des Berges Landskrone mit dem Rotstein. Die bei Görlitz wohnende Landskrone besuchte das Rotsteinmassiv, beide Berge hatten Sex miteinander. Die Landskrone wurde schwanger und trat den Rückweg nach Hause an, die Geburt des Spitzbergs fand allerdings schon bei Pohlsdorf statt, und da steht er immer noch.

## Politik

### Gemeinderat
Seit der Gemeinderatswahl am 9. Juni 2024 verteilen sich die 12 Sitze des Gemeinderates folgendermaßen auf die einzelnen Gruppierungen:
- CDU: 8 Sitze
- TSV Herwigsdorf 1891 e. V. (TSV): 4 Sitze

Die Wahlergebnisse haben sich im letzten Jahrzehnt nur geringfügig geändert:
| Liste                      | 2024   | 2024   | 2019   | 2019   | 2014   | 2014   |
| Liste                      | Sitze  | in %   | Sitze  | in %   | Sitze  | in %   |
| -------------------------- | ------ | ------ | ------ | ------ | ------ | ------ |
| CDU                        | 8      | 69,9   | 8      | 68,3   | 9      | 69,4   |
| TSV Herwigsdorf 1891 e. V. | 4      | 30,1   | 4      | 31,7   | 3      | 30,6   |
| Wahlbeteiligung            | 77,2 % | 77,2 % | 70,8 % | 70,8 % | 58,1 % | 58,1 % |

### Bürgermeister
Bürgermeister ist Roland Höhne.
| Wahl | Bürgermeister | Vorschlag | Wahlergebnis (in %) |
| ---- | ------------- | --------- | ------------------- |
| 2022 | Roland Höhne  | Höhne     | 96,1                |
| 2015 | Roland Höhne  | Höhne     | 99,7                |
| 2008 | Roland Höhne  | CDU       | 99,0                |
| 2001 | Roland Höhne  | CDU       | 84,1                |
| 1994 | Roland Höhne  | CDU       | 66,2                |

### Wappen
Blasonierung: In Gold unter blauem Schildhaupt, worin zwei schräggekreuzte Bischofsstäbe, garbenweise zwischen zwei naturfarbenen Eicheln drei grüne Eichenblätter, jeweils mit schwarzem Stiel.
Bedeutung: Die Farben Blau und Gelb sind die traditionellen Farben der Oberlausitz. Die Bischofsstäbe stehen symbolisch für den Ortsteil Bischdorf, die Eicheln und Eichenblätter repräsentieren den Ortsteil Herwigsdorf, in dem eine alte Eiche steht.

## Sehenswürdigkeiten
In und um Rosenbach existieren einige Sehenswürdigkeiten. Dazu gehören:
- der Rotstein mit dem ältesten Naturschutzgebiet Sachsens und einem neuerrichteten Aussichtsturm,
- Reste einer christlichen Kapelle aus dem 10./11. Jahrhundert auf dem Georgenberg,
- eine Kirche aus dem 13. Jahrhundert mit Chorraum und Sterngewölbe in Bischdorf,
- eine Mittelmühle (restaurierte Wassermühle) mit dem ältesten, noch funktionstüchtigen innenliegenden Wasserrad Sachsens (Durchmesser 5 m) in Bischdorf,
- eine 1000-jährige Eiche in Herwigsdorf mit einem Brusthöhenumfang von 8,75 m (2016).[12]
- und eine 1495 geweihte Kirche in Herwigsdorf mit Dachreiterturm, barockem Kanzelaltar, Herrschaftsloge und bemalter Felderdecke aus dem 16. Jahrhundert. In den Jahren 2000 und 2001 wurde die Kirche aufwendig renoviert.

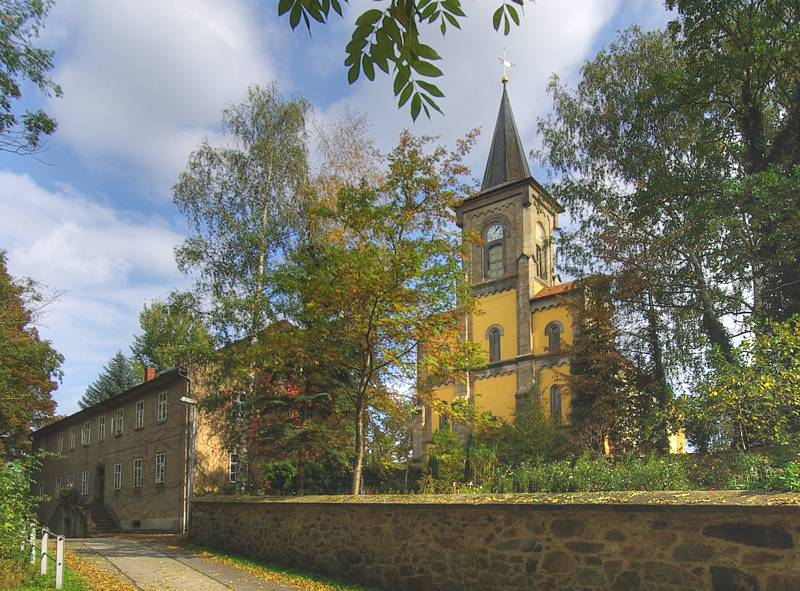
Bischdorf – Kirche und Alte Schule
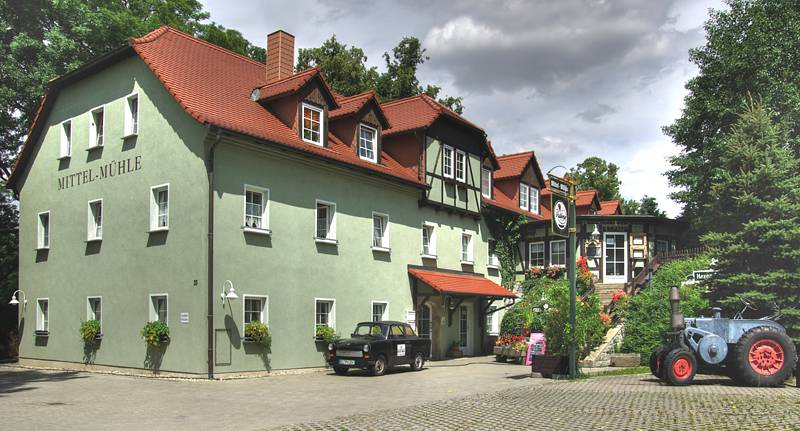
Bischdorf – Hotel und Gasthaus Mittelmühle
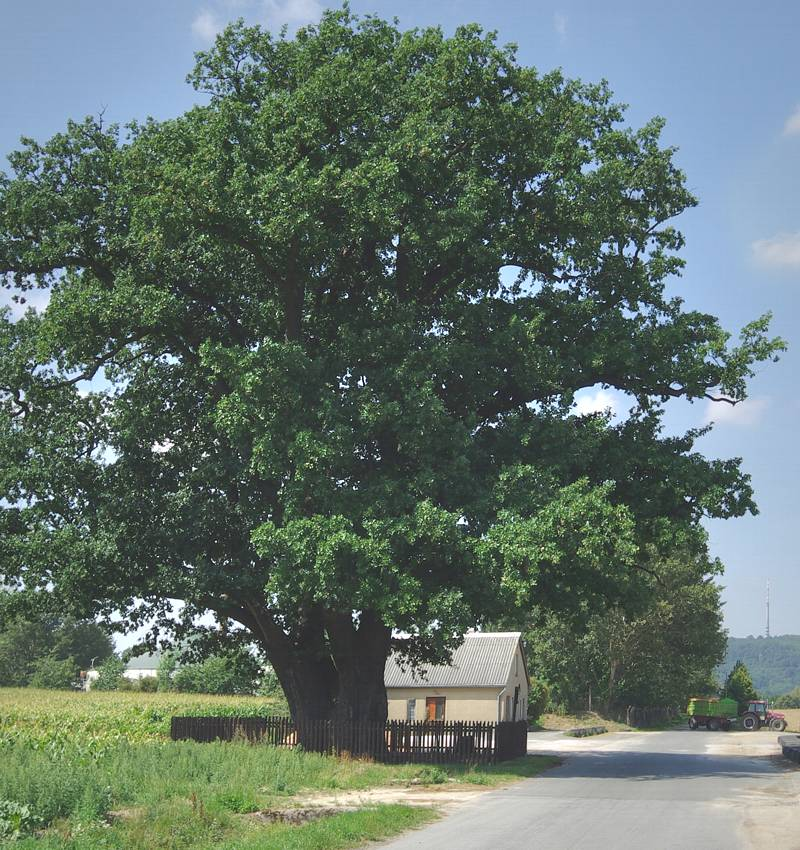
Herwigsdorf – Naturdenkmal Große Eiche (1000-jährige Eiche)
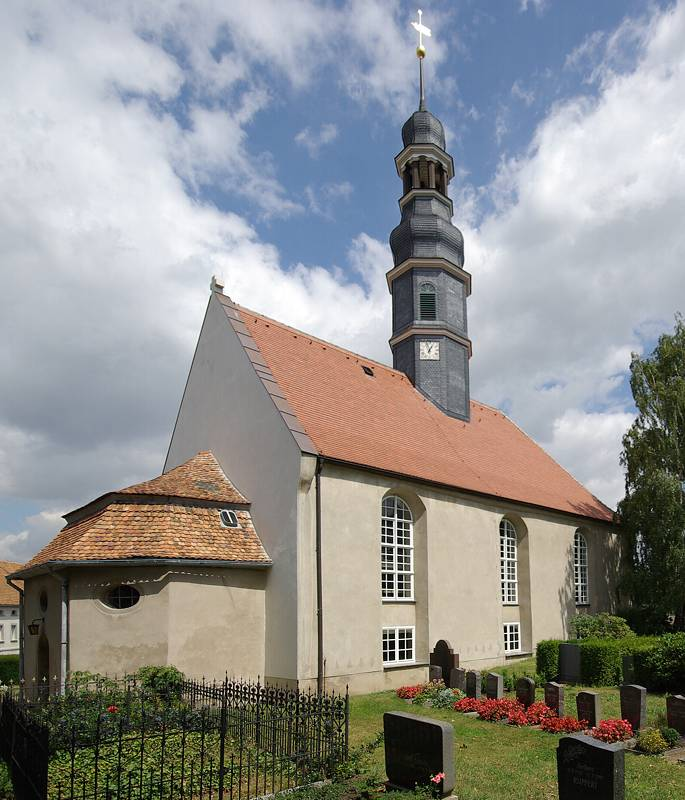
Herwigsdorf – Kirche mit barockem Dachreiter
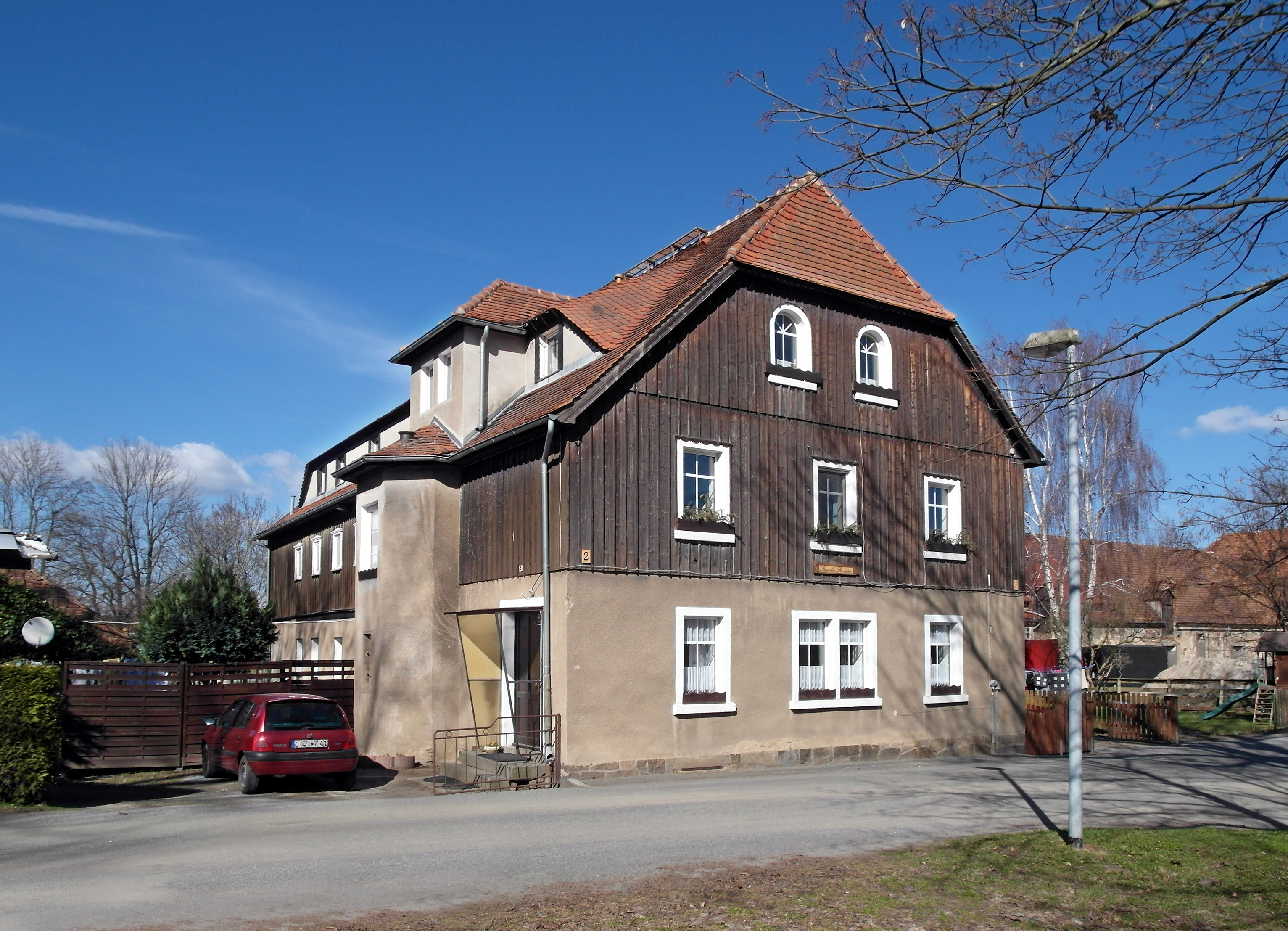
Niederherwigsdorf, Herrenhaus Niederhof
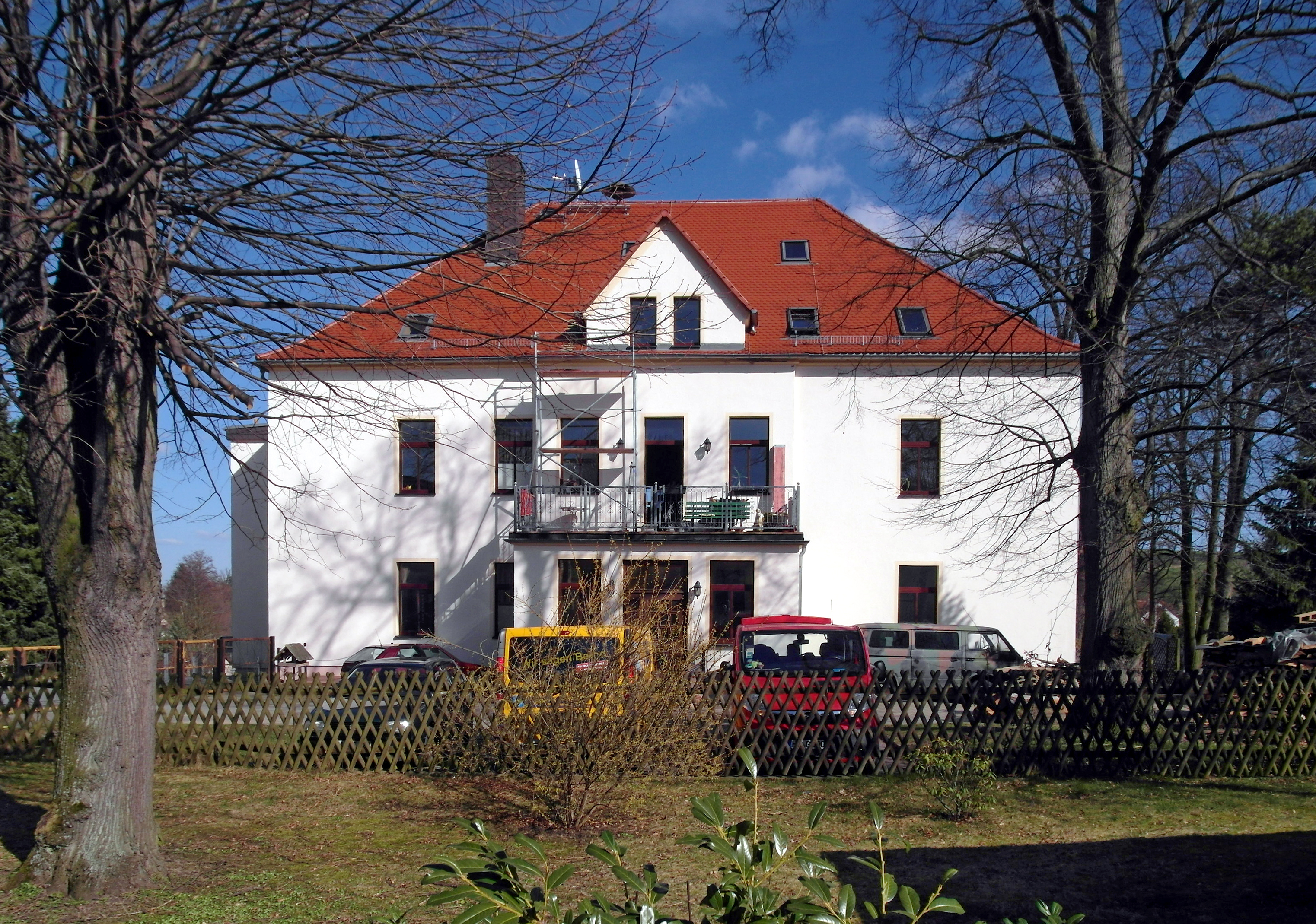
Herrenhaus Oberherwigsdorf
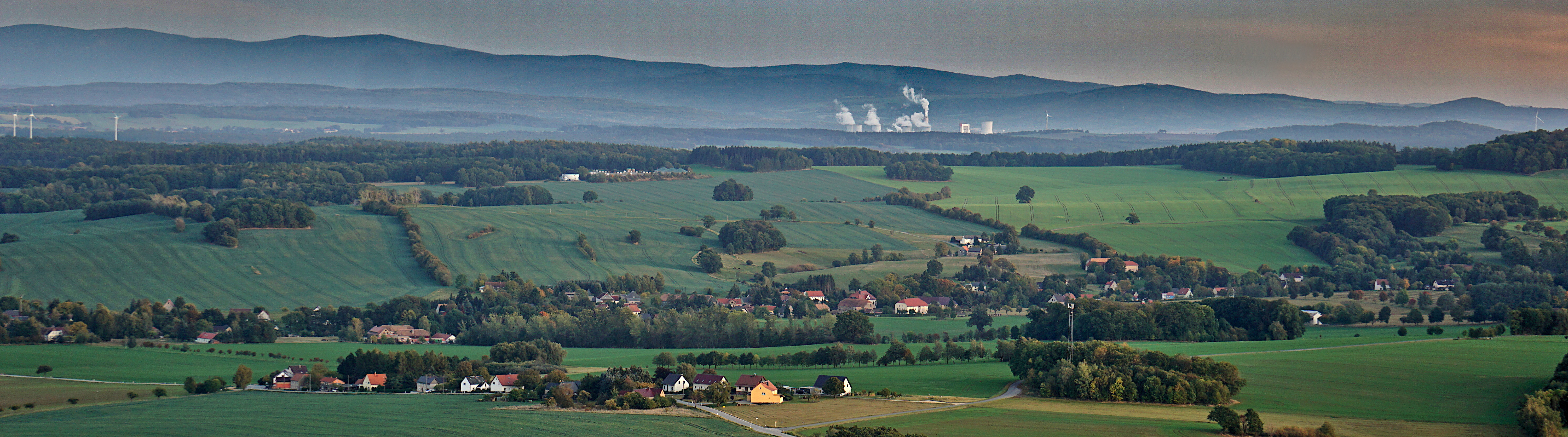
Herwigsdorf vom König-Friedrich-August-Turm aus gesehen
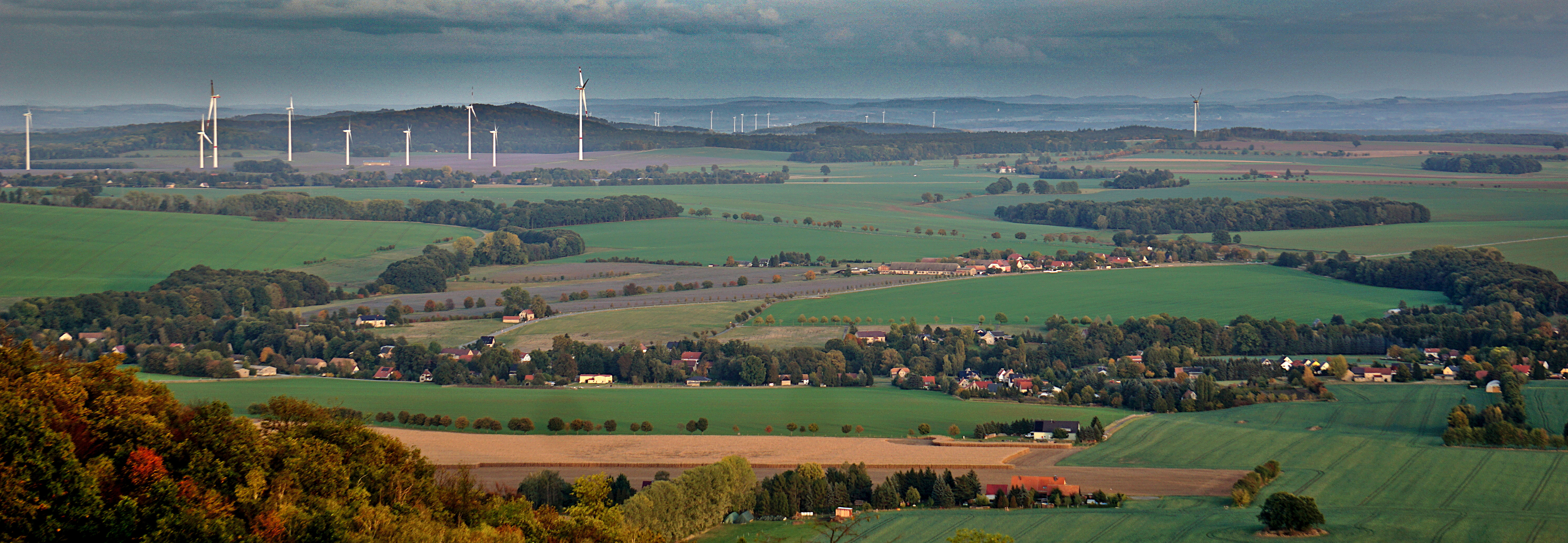
Bischdorf und Oberbischdorf vom König-Friedrich-August-Turm aus gesehen

## Söhne und Töchter der Gemeinde
- Gottfried Vopelius (1645–1715), lutherischer Kantor und Lehrer, geboren in Herwigsdorf
- Friedrich Eckarth (1687–1736), Chronist, geboren in Herwigsdorf
- Gotthelf Traugott Eckarth (1714–1762), Chronist, geboren in Herwigsdorf
- Gottlob Eckarth (1731–1802), Chronist, geboren in Herwigsdorf
- Felix Burkhardt (1888–1973), Statistiker und Wirtschaftsmathematiker, geboren in Herwigsdorf
- Rolf Ludwig (* 1937), Mathematiker und Statistiker, geboren in Herwigsdorf